# موتورولا ديفوير (موبايل)
موتورولا ديفوير (بالإنجليزية: Motorola Devour)‏ هو هاتف ذكي من موتورولا يعمل بنظام أندرويد، تم طرحه في الأسواق في 25 مارس 2010.

## الخصائص
- نظام التشغيل: أندرويد
- الكاميرا الخلفية: 3 ميجابكسل
- الشاشة: 480 × 320
- الوزن: 180 غ (6.3 أونصة)
- التخزين: 32 جيجابايت